# Bretton Racing
Bretton Racing est une écurie de sport automobile tchèque fondée en 2023. Elle participe régulièrement à des championnats ouverts à la catégorie LMP3 tels que l'Asian Le Mans Series, l'Ultimate Cup Series, la Michelin Le Mans Cup et la prototype Prototype Cup Germany.

## Histoire
Le Bretton Racing, avec comme pilote le tchèque Dan Skocdopole, a fait sa première apparition en compétition lors de la finale de la Prototype Cup Germany au Nürburgring en août 2023. À la suite de cela, l'écurie s'est engagée en Asian Le Mans Series afin de participer à la saison 2023-2024 avec comme pilotes Julien Gerbi, Mihnea Ștefan (en) et Dan Skocdopole. Cette première participation au championnat s'est soldée par une victoire lors de la seconde manche des 4 Heures d'Abou Dabi, d'une seconde place lors de la seconde manche des 4 Heures de Sepang et d'une troisième place lors de la première manche des 4 Heures de Sepang. Ces résultats ont permis à l'écurie de finir 3e de la catégorie LMP3.
De retour en Europe, l'écurie tchèque s'est ensuite engagée dans le championnat Michelin Le Mans Cup avec deux voitures ainsi qu'en Ultimate Cup. Pour cela, le Bretton Racing a eu le soutien l'écurie polonaise Team Virage,, un élément important dans sa courbe d'apprentissage dans ces championnats. Pour sa première saison en Michelin Le Mans Cup, il est a noter une victoire lors de la manche de Spa-Francorchamps, et une 2e place lors de la manche de Mugello.
Lors de l'inter saison, comme l'année précédente, le Bretton Racing s'est engagé dans Asian Le Mans Series afin de participer à la saison 2024-2025, avec une voiture.

## Résultats en compétition automobile

### Résultats enAsian Le Mans Series
| Année     | Châssis        | Moteur                    | Classe | no | 1     | 2     | 3     | 4     | 5     | Position | Points |
| --------- | -------------- | ------------------------- | ------ | -- | ----- | ----- | ----- | ----- | ----- | -------- | ------ |
| 2023-2024 | Ligier JS P320 | Nissan VK56 5,6 l V8 Atmo | LMP2   | 24 | SEP 3 | SEP 2 | DUB 4 | ABU 4 | ABU 1 | 3e       | 82     |

### Résultats enMichelin Le Mans Cup
| Année | Châssis        | Moteur                    | Classe | no | 1      | 2        | 3      | 4        | 5       | 6      | 7      | Position | Points |
| ----- | -------------- | ------------------------- | ------ | -- | ------ | -------- | ------ | -------- | ------- | ------ | ------ | -------- | ------ |
| 2024  | Ligier JS P320 | Nissan VK56 5,6 l V8 Atmo | LMP2   | 26 | BAR 17 | LEC 26   | LMS 32 | LMS 16   | SPA Np. | MUG 13 | POR 18 | 25e      | 0      |
| 2024  | Ligier JS P320 | Nissan VK56 5,6 l V8 Atmo | LMP2   | 62 | BAR 16 | LEC Abd. | LMS 28 | LMS Abd. | SPA 1   | MUG 2  | POR 23 | 7e       | 43     |

## Pilotes
- Alessandro Bressan (2024)
- Jamie Falvey (2024)
- Manuel Espírito Santo (en) (2024)
- Marius Fossard (2024)
- Julien Gerbi (2023-2024)
- Axel Gnos (en) (2024)
- Vyacheslav Gutak (2024)
- Romain Iannetta (2024)
- Theodor Jensen (2024)
- Georgios Kolovos (2024)
- Szymon Ładniak (2024)
- Sacha Lehmann (2024)
- Mihnea Ștefan (en) (2023-2024)
- Bernardo Pinheiro (en) (2024)
- Ace Robey (2024)
- Dan Skocdopole (2023-2024)
- Ben Stone (2024)
- Teddy Wilson (2024)